# Hulosobo
Hulosobo is een bestuurslaag in het regentschap Purworejo van de provincie Midden-Java, Indonesië. Hulosobo telt 944 inwoners (volkstelling 2010).